# 1917 en science
| Années de la science : 1914 - 1915 - 1916 - 1917 - 1918 - 1919 - 1920    |
| Décennies de la science : 1880 - 1890 - 1900 - 1910 - 1920 - 1930 - 1940 |

Cet article présente les faits marquants de l'année 1917 en science.

## Événements
- 8 février : Albert Einstein communique à l'Académie de Berlin ses Considérations cosmologiques sur la théorie de la relativité générale. Il introduit la notion de constante cosmologique sur sa théorie de la relativité générale[1].
- 4 août et  1er octobre 1918 : l'ingénieur français Lucien Lévy, chef du laboratoire du Centre radiotélégraphique militaire de Paris, dépose deux brevets brevets pour un réception radio superhétérodyne[2].
- 10 septembre : le bactériologiste français Félix d'Hérelle présente à l'Académie des Sciences ses travaux sur la dysenterie et le bactériophage par une note intitulée Sur un microbe invisible antagoniste des bacilles dysentériques[3].

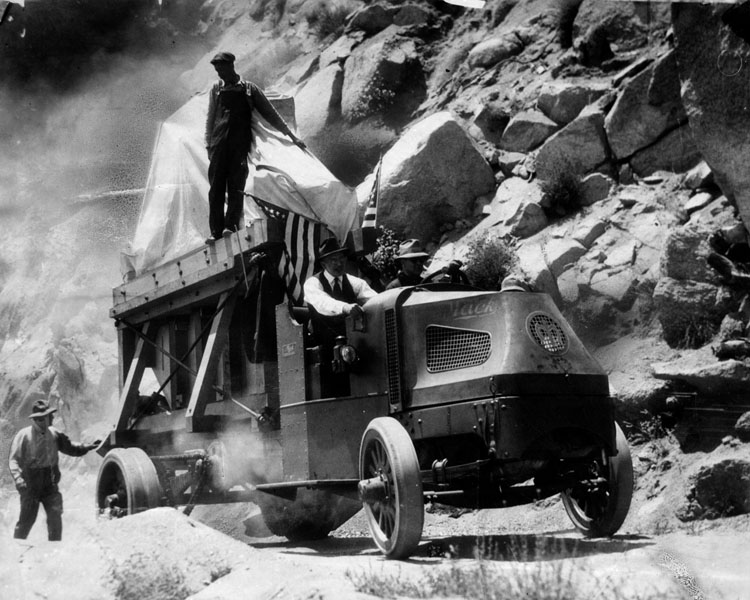
Transport du miroir du télescope du Mont Wilson en 1917.

- 1er novembre : inauguration du télescope du mont Wilson (Californie), le plus grand à ce jour avec 2,5 mètres de diamètre, par l’astronome George Ellery Hale et le poète Alfred Noyes[4].

- Albert Einstein pose la notion d'émission stimulée qui sera à la base du laser et du maser[5].
- Le géophysicien norvégien Wilhelm Bjerknes crée l'École de météorologie de Bergen[6]. Cette « école norvégienne » laisse son empreinte sur le travail quotidien des prévisionnistes en élaborant le modèle des fronts météorologiques et le cyclogénèse des dépressions des latitudes moyennes[7]. Leur théorie finit par être adoptée de par le monde au milieu des années 1930.

## Publications
- A. K. Erlang publie ses études sur la loi de saturation d'un central téléphonique (Distribution d'Erlang)[8].
- D'Arcy Wentworth Thompson (1860-1948) : On Growth and Form.

## Prix
- Prix Nobel
  - Physique : Charles Glover Barkla
  - Chimie : Non décerné

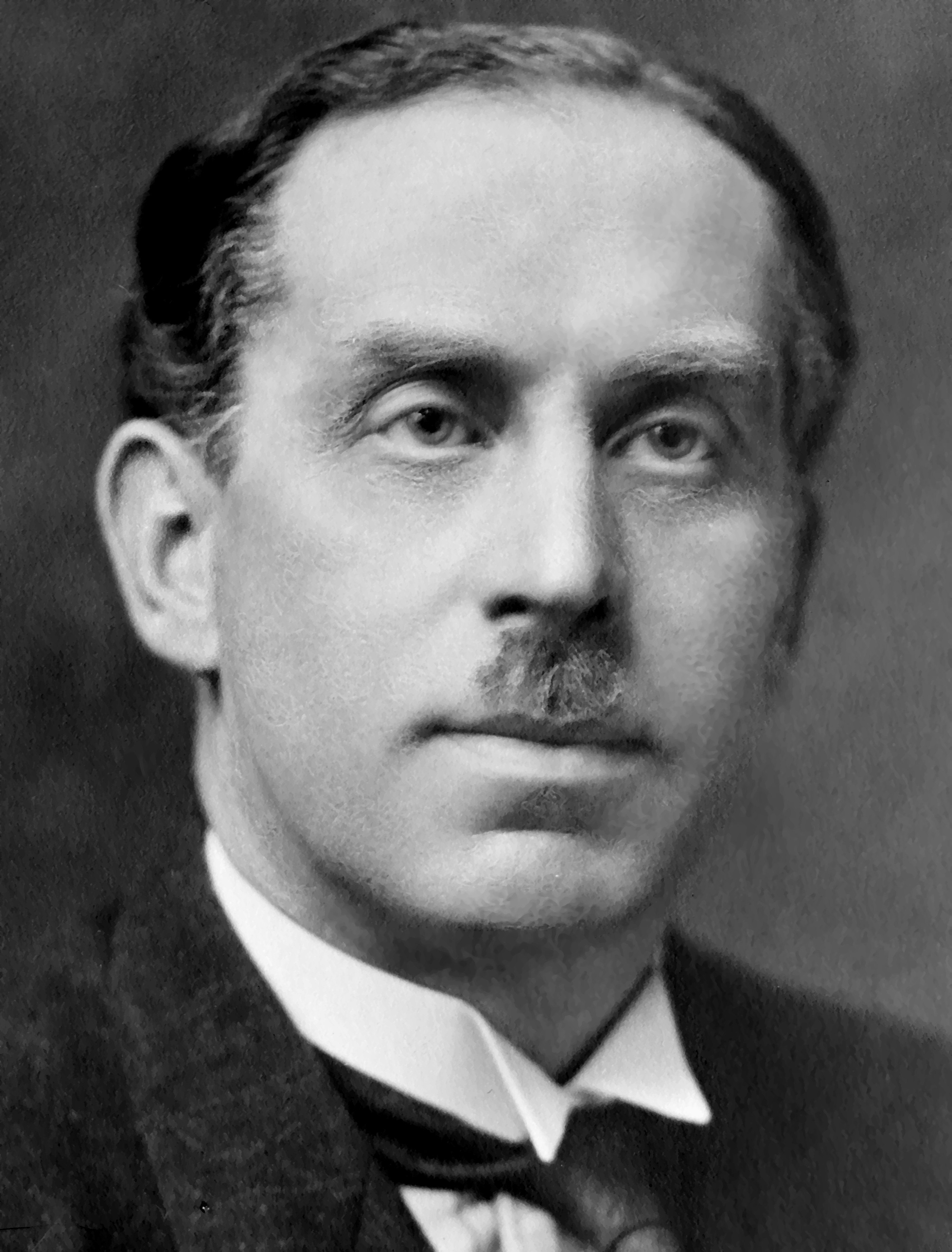
Charles Glover Barkla

  - Physiologie ou médecine : Non décerné

- Médailles de la Royal Society
  - Médaille Buchanan : Amroth Wright (en)
  - Médaille Copley : Émile Roux
  - Médaille Davy : Albin Haller
  - Médaille Hughes : Charles Glover Barkla
  - Médaille royale : Arthur Smith Woodward, John Aitken

- Médailles de la Geological Society of London
  - Médaille Lyell : Wheelton Hind (en)
  - Médaille Murchison : George Frederick Matthew
  - Médaille Wollaston : Alfred Lacroix

- Prix Jules-Janssen (astronomie) : George Ellery Hale
- Médaille Bruce (Astronomie) : Edward Emerson Barnard
- Médaille Linnéenne : Henry Brougham Guppy

## Naissances

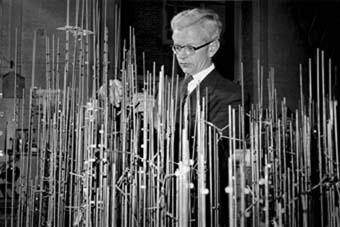
John Kendrew

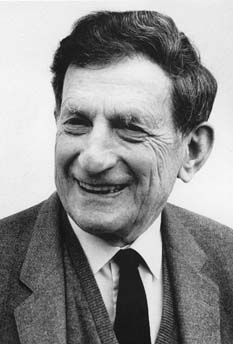
David Bohm

- 18 janvier : Vassili Michine († en 2001), ingénieur russe.
- 25 janvier : Ilya Prigogine († 2003), chimiste belge d'origine russe, Prix Nobel de chimie en 1977.
- 29 janvier : Ronald Sydney Nyholm († en 1971), chimiste australien.
- 2 janvier : Maria Floriani Squarciapino († en 2003), archéologue et historienne italienne.

- 14 février : Herbert Aaron Hauptman († en 2011), mathématicien américain, prix Nobel de chimie en 1985.

- 6 mars : Luis de Albuquerque († en 1992), mathématicien et géographe portugais.
- 20 mars : Yigaël Yadin († en 1984), archéologue, politicien et militaire israélien.
- 24 mars : John Kendrew († en 1997), biochimiste britannique, prix Nobel de chimie en 1962.

- 10 avril : Robert Burns Woodward († en 1979), chimiste américain, prix Nobel de chimie en 1965.
- 23 mai : Edward Lorenz († en 2008), scientifique américain.
- 31 mai : Jean Rouch († en 2004), réalisateur de cinéma et ethnologue français.

- 1er juin : William Standish Knowles, chimiste américain, prix Nobel de chimie en 2001.
- 15 juin :
  - John B. Fenn († en 2010), chimiste américain, prix Nobel de chimie en 2002.
  - Karl Steinbuch († en 2005), ingénieur et inventeur allemand, pionnier dans le domaine de l’informatique et des réseaux neuronaux artificiels.
- 30 juillet : Daniel Schwartz († en 2009), statisticien français.

- 30 août : Boris Rosenfeld († en 2008), mathématicien et historien des mathématiques russe.
- 31 août : Hugh McGregor Ross, informaticien britannique.

- 7 septembre : John Warcup Cornforth, chimiste australien, prix Nobel de chimie en 1975.

- 2 octobre : Christian de Duve, médecin belge, prix Nobel de physiologie ou médecine en 1974.
- 8 octobre : Rodney Robert Porter († en 1985), biochimiste anglais, prix Nobel de physiologie ou médecine en 1972.
- 11 octobre : Viktor Safronov († en 1999), astrophysicien russe.
- 22 octobre : Annette Laming-Emperaire († en 1977), archéologue et préhistorienne française.
- 25 octobre : Morton Green († en 2003), paléontologue américain.
- 31 octobre : Jean Pouilloux († en 1996), archéologue et épigraphiste français.
- 11 novembre : Robert Fano, informaticien américain d'origine italienne.
- 20 novembre : Erich Leo Lehmann († en 2009), statisticien américain.
- 22 novembre : Andrew Huxley, physiologiste anglais, prix Nobel de physiologie ou médecine en 1963 († le 30 mai 2012).

- 9 décembre : James Rainwater († en 1986), physicien américain, prix Nobel de physique en 1975.
- 15 décembre : Jean Jacques († en 2001), chimiste français.
- 20 décembre : David Bohm († en 1992), physicien américain.

- Georges Viscardy, astronome amateur français († en 2008).

## Décès

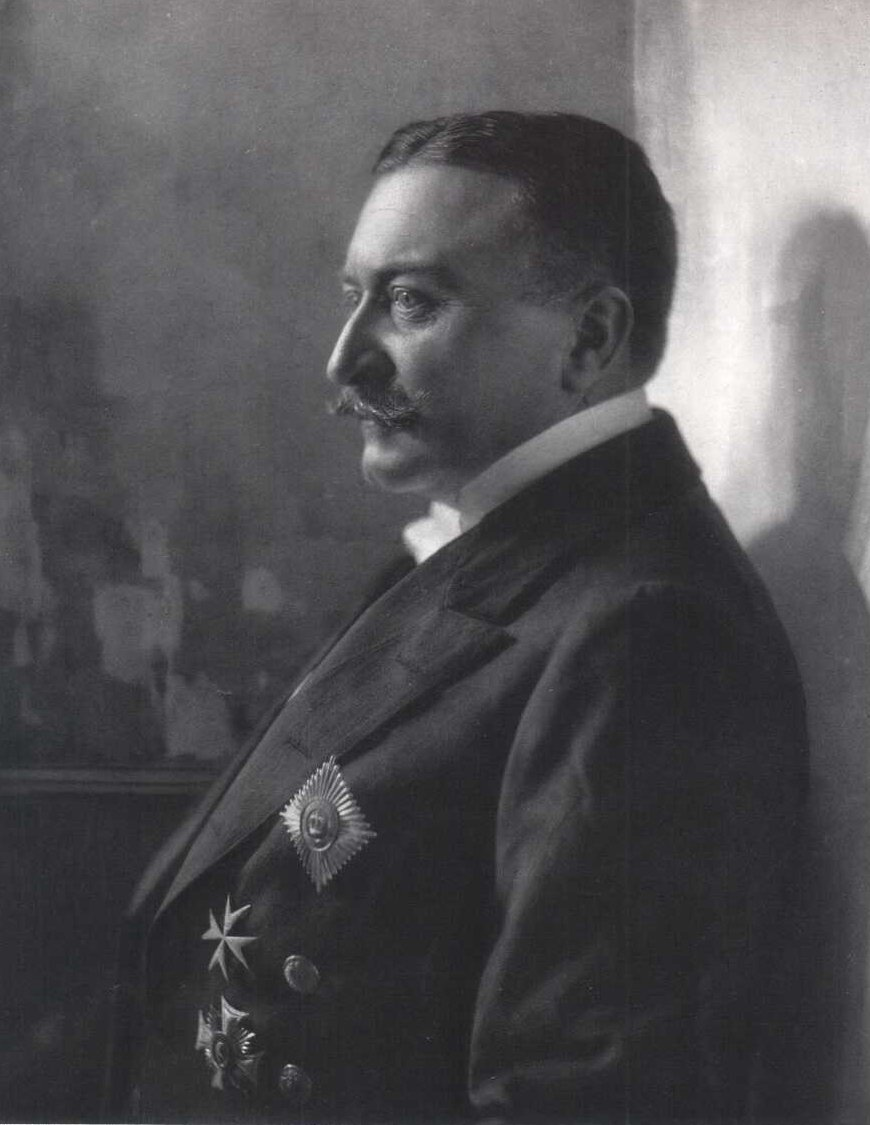
Ferdinand von Zeppelin

- 2 janvier : Edward Tylor (né en 1832), anthropologue britannique.

- 7 février : Joseph Halévy (né en 1827), orientaliste français.

- 8 mars : Ferdinand von Zeppelin (né en 1838), ingénieur allemand.
- 19 mars : François Mocquard (né en 1834), herpétologiste français.
- 31 mars : Emil Adolf von Behring (né en 1854), médecin allemand.

- 17 avril : Johannes Thiele (né en 1865), chimiste allemand.

- 6 juin : Félix Le Dantec (né en 1869), biologiste français.
- 15 juin : 
  - Kristian Birkeland (né en 1867), physicien norvégien.
  - Friedrich Robert Helmert (né en 1843), statisticien et géodésien allemand.
- 18 juin : Titu Maiorescu (né en 1840), logicien, avocat, essayiste, critique littéraire et homme d'État roumain.
- 20 juin : James Mason Crafts (né en 1839), chimiste américain.
- 21 juin : Edmund Weiss (né en 1837), astronome autrichien.

- 5 juillet : Emilio Augusto Goeldi (né en 1859), médecin suisse.
- 10 juillet : Charles Joseph Tanret (né en 1847), pharmacien et chimiste français.
- 27 juillet : Emil Theodor Kocher (né en 1841), chirurgien suisse.

- 2 août : Mikhaïl Karinski (né en 1840), mathématicien, philosophe et logicien russe.
- 13 août : Eduard Buchner (né en 1860), chimiste allemand, prix Nobel de chimie en 1907.
- 18 août : Charles Eugène Bertrand (né en 1851), paléobotaniste français.
- 20 août : Adolf von Baeyer (né en 1835), chimiste allemand.
- 22 août : Georges Legrain (né en 1865), égyptologue français.
- 24 octobre : Alexandre Barsanti (né en 1858), égyptologue italien.
- 4 novembre : René Nicklès (né en 1859), géologue français.
- 15 novembre : Émile Durkheim (né en 1858), sociologue et philosophe français.
- 22 novembre : Teobert Maler (né en 1842), explorateur austro-allemand.

- Albert Repman (né en 1834), savant russe d'origine française, physicien.